# Gondolino

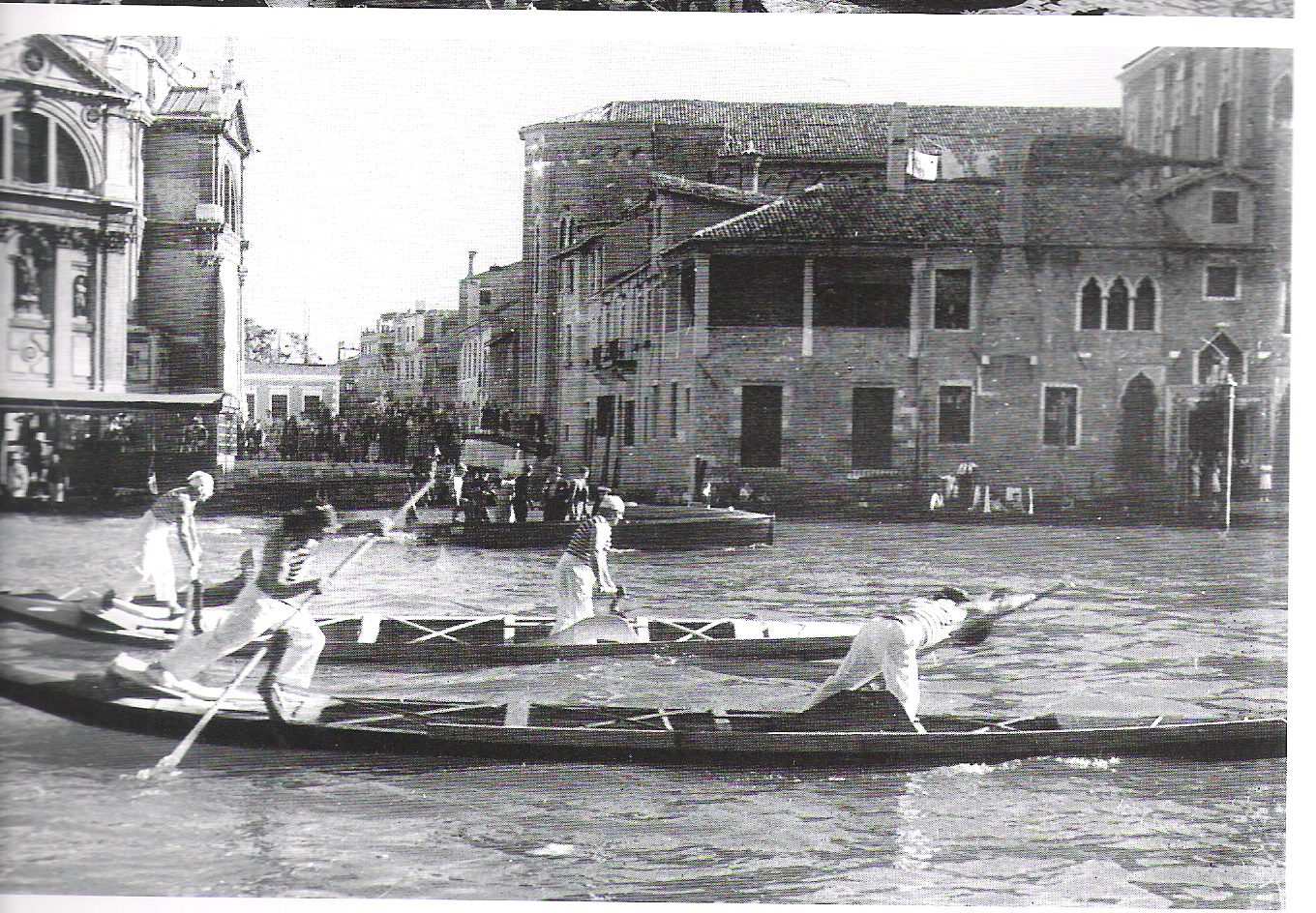
Foto di una regata storica davanti alla Chiesa della Salute

Il gondolino (o gondolìn) è un'imbarcazione da regata veneziana che trae le sue forma dalla gondola, ma differisce da questa per le proporzioni e le prestazioni. Infatti il gondolino per la sua velocità e leggerezza è usato principalmente come barca da regata nella voga veneta.

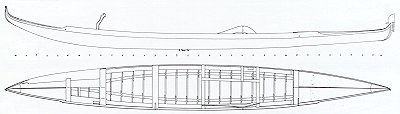
Schema di un gondolino

## Struttura
È una delle imbarcazioni venete più tecnologicamente estreme, studiata appositamente per la regata. La sua struttura sintetizza la maestria degli squeraroli nel costruire con metodi antichi scafi molto complessi. Il gondolino si presenta con uno scafo leggero, ma è allo stesso tempo molto robusto per sopportare la potente azione dei regatanti; infatti la sua struttura è rinforzata con appositi tiranti e rinforzi nei punti di massima sollecitazione. Il gondolino ripropone elementi della gondola con dimensione però minore. Viene vogato da 2 vogatori: uno a prua (col compito di dare il ritmo della vogata) e uno a poppa (col compito di fare da timoniere alla barca e dando anche l'impostazione tattica per le gare). Esso ha una struttura molto snella e con bande molto basse, tanto che il proviere ha sul suo fianco un rialzo in legno per evitare di cadere sulle onde. Esso è simmetrico e steso sull'acqua; per questo è quindi una barca molto sensibile e difficile da vogare. È perciò considerata la barca per eccellenza nelle regate e viene vogata dagli uomini nella Regata Storica di Venezia dal 1825 regalando agli spettatori combattimenti epici a suon di remi. Presenta anch'esso un piccolo ferro a prua uguale a quello della gondola ma di dimensioni più piccole e più leggero (spesso è di legno e non di ferro come nella gondola o comunque di una lega più leggera). Il poppiere voga in una posizione sopraelevata e utilizza una grande forcola alta che gli permette un'ampia gamma di manovre anche in spazi angusti; il proviere ha anch'egli una forcola possente che gli permette di esprimere tutta la sua potenza fisica sul remo e quindi in acqua. È lungo 10,5 metri ,largo 1,1m (sul fondo 0,65 cm) , alto 36 centimetri (alla banda 25 cm), pesante 160 kg.

## Tradizioni
Il gondolino è la barca tradizionale per eccellenza nella Regata Storica su cui si sono sfidati grandi campioni. Tradizionale è anche la benedizione dei gondolini che avviene qualche giorno prima della regata davanti alla Basilica di Santa Maria della Salute.